# Национальный резервный банк Тонги
Национальный резервный банк Тонги (англ. National Reserve Bank of Tonga) — центральный банк Королевства Тонга.

## История
В 1921 году начат выпуск банкнот казначейства правительства протектората в фунтах Тонги (первоначально равному фунту стерлингов, с 1936 года — австралийскому фунту), а с 3 апреля 1967 года — в паанга.
3 ноября 1988 Законодательной ассамблеей принят Акт о Национальном резервном банке Тонги, которому передавалось право эмиссии национальной валюты. Банк начал операции 1 июля 1989 года.